# Central Air Data Computer
Il Central Air Data Computer (nome in codice era MP944) è un circuito integrato utilizzato per la gestione del controllo di volo dei primi velivoli US Navy Grumman F-14 Tomcat. 
David Patterson affermò che il sistema CADC non poteva essere considerato un vero microprocessore nel moderno senso del termine."

## Storia
Il CADC venne progettato e prodotto dalla Garrett AiResearch. Il team di sviluppo era guidato da Steve Geller e Ray Holt e al progetto collaborava la neonata American Microsystems. Il progetto iniziò nel 1968 e venne completato nel giugno del 1970.
Nel 1971, Holt scrisse un documento introduttivo sull'architettura, ma la US Navy lo classificò come riservato. Un nuovo tentativo di pubblicare il lavoro nel 1985 fu bloccato e solo nel 1997 il governo Statunitense consentì la pubblicazione del documento sull'architettura del sistema.

## Descrizione
L'integrato utilizzava un progetto LSI MOS ed era formato da sei integrati che venivano utilizzati in diverse configurazioni per realizzare il sistema CADC. Il sistema era formato dall'integrato Parallel Multiplier Unit (PMU), dal Parallel Divider Unit (PDU), dal Random Access Storage (RAS) la Read Only Memory del sistema, dal Special Logic Function (SLF) e dal Steering Logic Unit (SLU). Il microprocessore completo comprendeva 1-PMU, 1-PDU, 1-SLF, 3-RAS, 2-SLU, e 19-ROM. 
Conteneva inoltre un ADC da 20 bit, diversi sensori di pressione al quarzo per determinare la posizione, alcuni interruttori, strumenti di controllo aereo e una CPU MOS. Gli ingressi del processore includevano il sistema di guida aereo, gli interruttori, il misuratore di pressione (per determinare il punto di stallo e la velocità dell'aereo) e la temperatura. Le uscite dell'integrato controllavano i sistemi primari di guida, le ali, i flap e il sistema di gestione guasti.